# Лінійна нерівність
Ліні́йна нері́вність — це нерівність, що використовує лінійні функції. Лінійна нерівність містить один із символів нерівності:
- <- менше
- > — більше
- {\displaystyle \leqslant } — менше або дорівнює
- {\displaystyle \geqslant } — більше або дорівнює
- {\displaystyle \neq } — не дорівнює

а також (формально)
- = — дорівнює

Лінійна нерівність виглядає так само, як лінійне рівняння, але замість знака дорівнює ставиться знак нерівності.

## Лінійні нерівності дійсних чисел

### Двовимірні лінійні нерівності

Графік лінійної нерівності: x + 3y <9

Двовимірні лінійні нерівності — це вирази вигляду:
{\displaystyle ax+by<c} і {\displaystyle ax+by\geqslant c,}
де нерівності можуть бути строгими або не строгими. Множину розв'язків такої нерівності можна графічно подати як півплощину (всі точки з «одного боку» від фіксованої прямої) евклідової площини. Пряма, що визначає півплощину (ax + by = c) не включається до розв'язку, якщо нерівність строга. Проста процедура визначення, яка з півплощин є розв'язком — обчислення значення функції ax + by у точці (x0, y0), розташованій поза прямою, і перевірка, чи задовольняє ця точка нерівності.
Наприклад, щоб намалювати розв'язок x + 3y <9, спочатку проводимо пряму з рівнянням x + 3y = 9 (пунктирна лінія), щоб показати, що пряма не належить області розв'язків, оскільки нерівність строга. Потім вибираємо зручну точку не на прямій, наприклад, (0,0). Оскільки 0 + 3(0) = 0 <9, то ця точка належить множині розв'язків нерівності і півплощина, що містить цю точку, (півплощина «нижче» прямої) є множиною розв'язків лінійної нерівності.

### Лінійні нерівності в просторах вищої розмірності
У просторі Rn лінійні нерівності — це вирази, які можна записати у вигляді
{\displaystyle f({\bar {x}})<b} або {\displaystyle f({\bar {x}})\leqslant b,}
де f — лінійна форма, {\displaystyle {\bar {x}}=(x_{1},x_{2},\ldots ,x_{n})}, А b — стала дійсна величина.
Конкретніше, це можна записати як
{\displaystyle a_{1}x_{1}+a_{2}x_{2}+\cdots +a_{n}x_{n}<b}
або
{\displaystyle a_{1}x_{1}+a_{2}x_{2}+\cdots +a_{n}x_{n}\leqslant b.}
тут {\displaystyle x_{1},x_{2},...,x_{n}} називають невідомими, а {\displaystyle a_{1},a_{2},...,a_{n}} називають коефіцієнтами.
Альтернативно, те саме можна записати як
{\displaystyle g(x)<0\,} або {\displaystyle g(x)\leqslant 0,}
де g — афінна функція
Тобто
{\displaystyle a_{0}+a_{1}x_{1}+a_{2}x_{2}+\cdots +a_{n}x_{n}<0}
або
{\displaystyle a_{0}+a_{1}x_{1}+a_{2}x_{2}+\cdots +a_{n}x_{n}\leqslant 0.}
Зауважимо, що будь-яку нерівність, що містить знаки «більше» чи «більше або дорівнює» можна переписати на нерівність зі знаками «менше» чи «менше або дорівнює», так що немає потреби визначати лінійні нерівності з цими знаками.

### Системи лінійних нерівностей
Система лінійних нерівностей — це набір нерівностей з одними і тими самими змінними:
{\displaystyle {\begin{alignedat}{7}a_{11}x_{1}&&\;+\;&&a_{12}x_{2}&&\;+\cdots +\;&&a_{1n}x_{n}&&\;\leqslant \;&&&b_{1}\\a_{21}x_{1}&&\;+\;&&a_{22}x_{2}&&\;+\cdots +\;&&a_{2n}x_{n}&&\;\leqslant \;&&&b_{2}\\\vdots \;\;\;&&&&\vdots \;\;\;&&&&\vdots \;\;\;&&&&&\;\vdots \\a_{m1}x_{1}&&\;+\;&&a_{m2}x_{2}&&\;+\cdots +\;&&a_{mn}x_{n}&&\;\leqslant \;&&&b_{m}\\\end{alignedat}}}
тут {\displaystyle x_{1},\ x_{2},...,x_{n}} — змінні, {\displaystyle a_{11},\ a_{12},...,\ a_{mn}} — коефіцієнти системи, а {\displaystyle b_{1},\ b_{2},...,b_{m}} — сталі члени.
Коротко це можна записати як матричну нерівність
{\displaystyle Ax\leqslant b,}
де A — матриця m × n, x — n × 1 вектор-стовпець змінних, а b — m × 1 вектор-стовпець констант.
В описаних вище системах можуть використовуватися як строгі, так і нестрогі нерівності.
Не всі системи лінійних нерівностей мають рішення.

### Застосування

#### Багатогранники
Множина розв'язків дійсної нерівності утворює півпростір n-вимірного дійсного простору, один із двох півпросторів, визначених відповідним лінійним рівнянням.
Множина розв'язків системи лінійних нерівностей відповідає перетину півпросторів, визначених окремими нерівностями. Вона є опуклою множиною, оскільки півпростори є опуклими множинами, а перетин множини опуклих множин є також опуклою множиною. В невироджених випадках ця опукла множина є опуклим багатогранником (можливо, необмеженим, наприклад, півпростір, пластина між двома паралельними півпросторами або опуклий конус). Вона може бути також порожньою або опуклим багатогранником меншої розмірності, обмеженим афінним підпростором n-вимірного простору Rn.

#### Лінійне програмування
Задача лінійного програмування шукає оптимум (найбільше або найменше значення) функції (званої цільовою функцією) за деякого набору обмежень на змінні, які, в загальному випадку, є лінійними нерівностями. Список цих обмежень є системою лінійних нерівностей.

## Узагальнення
Наведене вище визначення вимагає цілком визначених операцій додавання, множення і порівняння. Тому поняття лінійної нерівності можна поширити на впорядковані кільця і, зокрема, на впорядковані поля . Узагальнення такого типу становлять лише теоретичний інтерес поки застосування цих узагальнень не стануть очевидними.